# Gare de Saint-Maixent (Deux-Sèvres)
Gare de Saint-Maixent – stacja kolejowa w Saint-Maixent-l’École, w departamencie Deux-Sèvres, w regionie Nowa Akwitania, we Francji.
Jest stacją Société nationale des chemins de fer français (SNCF), obsługiwaną przez pociągi TGV i TER Poitou-Charentes.